# Los Proxenetas Prófugos
Los Proxenetas Prófugos fue un efímero grupo de pop rock argentino formado en 1984 y que nunca editaron ningún trabajo discográfico. Estuvo formado por grandes figuras del rock argentino de los años 1980; entre ellos estaban: Miguel Zavaleta (teclado y voz), Pipo Cipolatti (guitarra y voz) Daniel Melingo (voz), Camilo Iezzi (Teclados y bajo), Duilio Pierri (coros y piano), Hilda Lizarazu (coros), Gaby Aisenson (coros), Fabiana Cantilo (voz), Jorge Alen (guitarra) y Alfi Martins (teclados), quienes conforman el grupo en total.

## Historia
Durante 1985, Zavaleta pretendía hacer proyectos paralelos a su banda Suéter, ya que surgían rumores de una posible separación; aunque estaban en proceso del tercer disco del grupo 20 caras bonitas; que fue producido por Charly García. La banda recorría circuitos del underground porteño y galerías de arte, en las que también participaba el artista plástico Duilio Pierri y la banda tecno Los Encargados. Pierri fue quien ha realizado las tapas de discos para Suéter y Los Helicópteros y los experimentales Reynols. Particularmente la banda tocaba canciones compuestas por ellos mismos y entre ellas se encuentra la famosa canción, inédita en su momento, llamada «Extraño ser»; que años después sería popularizada por el dúo Man Ray en su disco debut y luego por Suéter, en su quinto álbum de estudio Sueter 5 (1995).